# Apis mellifera mellifera
Apis mellifera mellifera o abella fosca europea va ser domesticada en temps moderns i portada a Amèrica del Nord en temps colonials. És una abella petita i fosca de vegades anomenada abella negra alemanya, encara que es troba de manera natural des de Gran Bretanya a l'est d'Europa Central.
N'hi ha tres races principals:
- mellifera (abella bruna)
- lehzeni (abella de bruguerar)
- nigra (abella negra),

Les quals tenen races locals com l'abella bruna de Pomerània, la negra dels Alps o la negra escandinava. Apis mellifera mellifera i Apis mellifera iberiensis pertanyen al llinatge postglacial 'M' d'Apis mellifera
L'abella fosca europea es distingeix d'altres subespècies pel seu cos rabassut, abundant pilositat al tòrax i abdomen el qual és bru i totalment de color fosc; en nigra, també estan pigmentades de color fosc les ales. Els híbrids ferals són agressius i tenen una banda groguenca als costats de l'abdomen.

## Caràcter
És variable, algunes colònies són fàcilment excitables i difícils de treballar en apicultura però en general són relativament dòcils encara que no tant com les abelles carnolianes.
Les seves qualitats són: 
- resistència significativa al fred hivernal
- baixa tendència a eixamenar
- algunes línies són molt dòcils
- es defensen dels invasors com les per exemple contra les vespes
- cicle de cria marítim
- tendència forta a recollir el pol·len
- alta longevitat de les belles obreres i de la reina
- excel·lent resistència en el vol fins i tot en temps fred
- possible resistència enfront de la varroasi[2]

## Importància

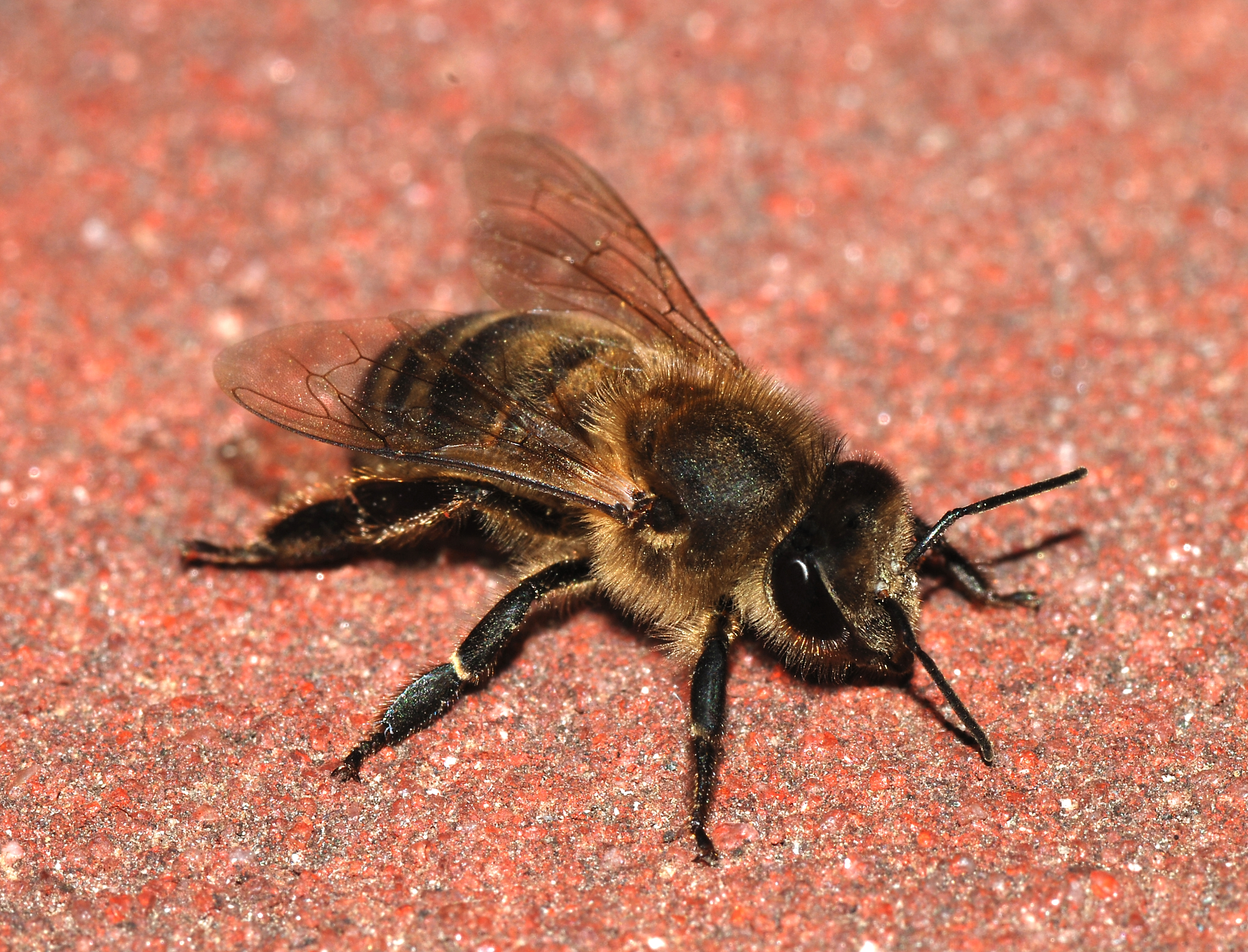
Apis mellifera mellifera

Apis mellifera mellifera ja no és una sub subespècie comercial significativa dins les abelles de la mel occidentals però encara es cria molt per part d'apicultors afeccionats.
Als Estats Units on aquestes abelles i l'abella de la mel no són autòctones es troben en estat feral als estats d'Arkansas, Louisiana, Mississipi, Oklahoma i Missouri Hi ha poques colònies a Alemanya, però n'hi ha en gran nombre a Noruega (lehzeni), els Alps (nigra) i Polònia i Bèlgica (mellifera).